# Vieri Benci
Vieri Benci (Firenze, 1949) è un matematico italiano.
È noto per i suoi contributi a vari campi della matematica quali le equazioni alle derivate parziali (PDE), la fisica matematica, la dinamica hamiltoniana, la teoria dei solitoni, la geometria della relatività generale, l'analisi non standard ed i fondamenti della matematica. In queste ultime due discipline ha introdotto, in collaborazione con Mauro Di Nasso e Marco Forti, una teoria delle numerosità che affina la teoria cantoriana della cardinalità; è noto anche per applicazioni dell'analisi non-standard alla probabilità.

## Biografia
Vinto il concorso di ammissione alla Scuola Normale Superiore di Pisa nel 1968 classificandosi primo, si laurea in matematica nel 1972 sotto la guida di Guido Stampacchia presso l'Università di Pisa, conseguendo, al contempo, il relativo diploma di normalista. Prosegue i suoi studi all'Università Paris VI (1972-74) ed al Courant Institute of Mathematical Sciences, New York University (1976-78).

Nel 1998 ha fondato il Centro Interdipartimentale per lo Studio dei Sistemi Complessi, che ha diretto fino al 2004 quando ha assunto la direzione del Dipartimento di Matematica Applicata dell'Università (2004-2007).

## Attività scientifica
Nel campo delle equazioni alle derivate parziali ha contribuito all'applicazione di metodi variazionali e topologici per trovare soluzioni identificandole come punti critici dei funzionali energetici associati. Utilizzando strumenti della topologia e dell'analisi funzionale, ha fornito
nuove tecniche per dimostrare l'esistenza di soluzioni multiple delle equazioni differenziali alle derivate parziali non lineari, 
in particolare alle equazioni ellittiche.
Questi metodi sono stati applicati anche ad alcune questioni della fisica matematica quali l'esistenza di soluzioni periodiche per sistemi
hamiltoniani e lo studio dell'equazione di Schroedinger. Di particolare rilievo in questi campi sono i lavori con P. H. Rabinowitz e con D.
Fortunato. 
Tecniche topologiche sono state applicate anche allo studio della geometria dello spazio-tempo in Relatività Generale. Inoltre, sempre nel campo della fisica matematica, Benci ha studiato l'esistenza e la stabilità dei solitoni nelle equazioni delle onde non lineari e la loro interazione con le equazioni di Maxwell.
Nel campo dei fondamenti della matematica, Benci ha sviluppato la teoria delle numerosità, come un'alternativa al tradizionale approccio teorico agli insiemi all'infinito. Questa teoria mira ad assegnare una "grandezza" agli insiemi infiniti in un modo che si allinei più da vicino alla nostra intuizione degli insiemi finiti. La teoria delle
numerosità ha aperto anche questioni filosofiche alcune delle quali sono
state affrontate in collaborazione con filosofi.
Infine Benci è stato un divulgatore dell'Analisi Non Standard sia per quanto riguarda la teoria che le applicazioni ingegneristiche.

## Principali pubblicazioni
- Variational methods in nonlinear field equations, Benci, Vieri; Fortunato, Donato. Springer, Cham, 2014.[18]
- Modelli e realtà. Una riflessione sulle nozioni di spazio e tempo; Benci, Vieri; Freguglia, Paolo. Bollati Boringhieri, 2011.
- Alla scoperta dei numeri infinitesimi. Lezioni di analisi matematica esposte in un campo non-archimedeo, Benci, Vieri. Aracne, 2018.
- How to measure the infinite, Benci, Vieri; Di Nasso, Mauro. World Scientific, Hackensack, NJ, 2019.
- La matematica e l'infinito. Storia e attualità di un problema, Benci, Vieri; Freguglia, Paolo. Carocci, 2019.

## Riconoscimenti
- 2024 Incluso nella lista dei top 100 italian scientists, sezione di matematica.[19]
- 2009 Premio Amerio, medaglia d'oro conferita dall'Istituto Lombardo, Accademia di Scienze e Lettere, con la seguente motivazione: "VIERI BENCI ha ottenuto risultati di grande interesse e di rilievo internazionale, relativamente a numerose questioni di Analisi Non Lineare, ed in particolare circa la molteplicità di soluzioni per problemi differenziali e sulla dipendenza del numero di tali soluzioni dai dati del problema (quali la forma del dominio o la sua topologia). Recentemente ha anche ottenuto risultati di assoluta eccellenza nello studio delle onde solitarie e nello studio dei sistemi complessi. Complessivamente la produzione di Vieri Benci presenta una ampia varietà di temi, una grandissima profondità di pensiero, una notevole capacità tecnica e una grande sensibilità alle applicazioni. È incluso nella lista di scienziati Highly Cited dell'ISI (Institute for Scientific Information). Riteniamo pertanto che Vieri Benci sia ben meritevole di ricevere il premio Luigi e Wanda Amerio."[20]
- 2004 Premio Università di Genova, conferito il 5 Novembre 2004, "per aver innalzato il riconoscimento della ricerca scientifica italiana nel mondo".
- 2002 Apparso nella lista ISI Highly Cited List, come uno dei ricercatori più citati.[21]

- 1994 Ordine del Cherubino, titolo onorifico conferito dall'Università di Pisa.[22]
- 1974 Premio giovani ricercatori, conferitogli dall'UMI/CNR.

## Onorificenze
- 2006 Commendatore della Repubblica Italiana, titolo onorifico conferitogli dal Presidente della Repubblica Carlo Azelio Ciampi, per meriti scientifici.[23]